# Banfora (departamento)
Banfora é um departamento ou comuna da província de Comoé no Burkina Faso. A sua capital é a cidade de Banfora.
Em 1 de julho de 2018 tinha uma população estimada em 158779 habitantes.